# Expédition de Tirah
La campagne de Tirah, souvent appelée expédition de Tirah dans les récits britanniques contemporains, est une campagne frontalière indienne qui se déroule de septembre 1897 à avril 1898. Tirah (en) est une région montagneuse située dans l'ancienne zone tribale sous administration fédérale du Pakistan, aujourd'hui province de Khyber Pakhtunkhwa.

## Rébellion
La tribu Afridi reçoit une subvention du gouvernement de l'Inde britannique pour la protection de la passe de Khyber pendant seize ans ; en outre, le gouvernement maintient à cette fin un régiment local entièrement composé d'Afridi, qui est stationné dans la passe. Soudainement, les tribus se sont soulevées, ont capturé tous les postes de Khyber tenus par leurs propres compatriotes et ont attaqué les forts de la chaîne de Samana (en), près de la ville de Peshawar. La bataille de Saragarhi a lieu à ce moment-là, lorsque des tribus dirigées par le chef Orakzai (ps) Gul Badshah attaquent un fort britannique. On estime que les Afridi et les Orakzai pourraient, s'ils s'unissaient, amener de 40 000 à 50 000 hommes sur le terrain. Les préparatifs de l'expédition prennent un certain temps et, entre-temps, les autorités britanniques doivent s'occuper de la rébellion Mohmand (en) au nord-ouest de la passe de Khyber,,.

## Avancée britannique

### Octobre

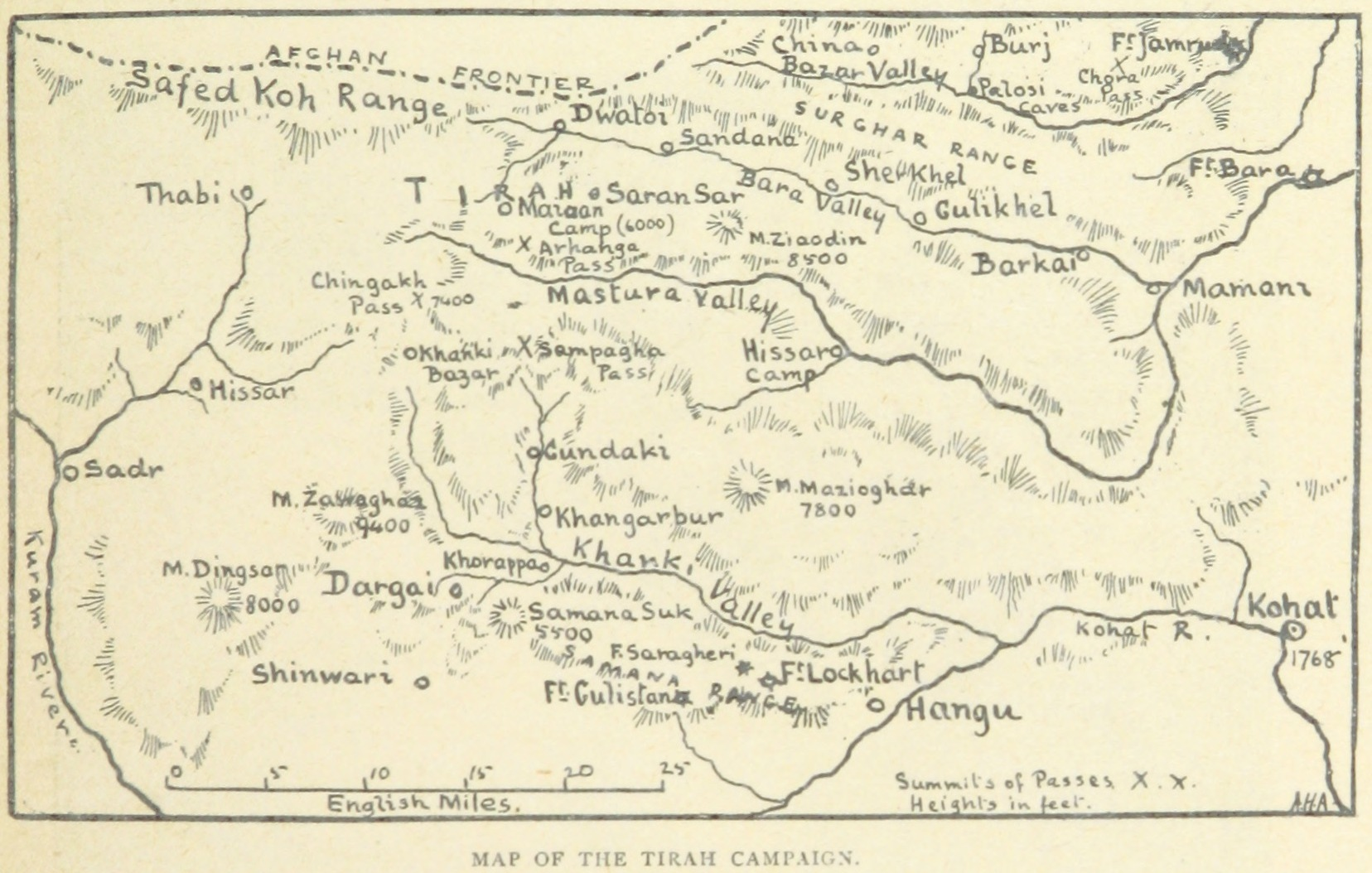
Carte des lieux et des batailles de la campagne

Le général commandant est le général Sir William Lockhart (en) qui commande le Punjab Army Corps ; il a sous ses ordres 34 882 hommes, britanniques et indiens, en plus de 20 000 partisans. Le poste frontalier de Kohat est choisi comme base de la campagne et il est décidé d'avancer sur une seule ligne. Le 18 octobre, les opérations commencent et les combats s'engagent immédiatement. Les hauteurs de Dargai (ur), qui commandent la ligne de progression, sont prises sans difficulté, mais abandonnées faute d'eau. Le 20 octobre, les mêmes positions sont prises d'assaut, avec une perte de 199 tués et blessés parmi les forces britanniques. La progression de l'expédition, le long d'une piste difficile à travers les montagnes, est obstinément contestée le 29 octobre au col de Sampagha menant à la vallée de Mastura, et le 31 octobre au col d'Arhanga, de la vallée de Mastura à la vallée de Tirah (en).

### Novembre
La force, en brigades détachées, traverse maintenant le district de Tirah dans toutes les directions, et détruit les hameaux fortifiés et entourés de murs des Afridi. Les deux divisions disponibles pour cette tâche comptent environ 20 000 hommes. Une force d'environ 3 200 hommes commandée par le brigadier-général (plus tard major-général) Sir Richard Westmacott (en) est d'abord employée pour attaquer Saran Sar, qui est facilement emporté, mais pendant la retraite, les troupes sont durement pressées et subissent 64 pertes. Le 11 novembre, Saran Sar est à nouveau attaqué par la brigade du brigadier-général (futur Sir) Alfred Gaselee (en). L'expérience permet de prendre de meilleures dispositions et les pertes ne sont que de trois hommes.
La traversée de la vallée se poursuit et, le 13 novembre, une troisième brigade sous les ordres du général de brigade Francis James Kempster se rend dans la vallée de Waran en passant par le col de Tseri Kandao,,. L'avance ne présente guère de difficultés et plusieurs villages sont détruits ; mais le 16 novembre, au cours de la marche de retour, l'arrière-garde est vivement engagée toute la journée et doit être relevée par des troupes fraîches le lendemain matin. Les pertes britanniques s'élèvent à 72 hommes. Presque chaque jour, les Afridi, trop avisés pour risquer des engagements généraux, mènent une guérilla continuelle, et les troupes engagées dans la recherche de nourriture ou dans des tâches d'arpentage sont constamment attaquées. Le 21 novembre, une brigade sous les ordres du brigadier-général Westmacott est détachée pour visiter la vallée de Rajgul. La route est extrêmement difficile et l'opposition constante. Les objectifs sont atteints, mais les pertes s'élèvent à 23 homes rien que pendant la retraite. La dernière tâche entreprise est la punition des Chamkannis (ps), des Mamuzais et des Massozais. Cette tâche est exécutée par le brigadier-général Gaselee, qui se joint à la colonne mobile de Kurram commandée à cet effet. Le 29 novembre, quelques coups de feu sont tirés dans le camp du quartier général, blessant deux escortes de Sir William Lockhart (en), dont Pertap Singh d'Idar, un noble rajpoute et officier d'ordonnance de l'état-major de l'armée. Les Mamuzais et les Massozais se soumettent immédiatement, mais les Chamkannis résistent les 1er et 2 décembre, faisant une trentaine de victimes britanniques,.

### Décembre
La colonne de Kurram retourne alors à son camp et Lockhart se prépare à évacuer Tirah en envoyant ses deux divisions par des routes séparées : la première, sous les ordres du major-général W. Penn Symons (mort en 1899), revient par la vallée de Mastura, détruit les forts en chemin et rejoint Bara, à proximité de Peshawar ; la seconde division, sous les ordres du major-général Yeatman Biggs (mort en 1898), et accompagnée de Lockhart, se déplace le long de la vallée de Bara. La base doit donc être transférée de Kohat à Peshawar. La marche de retour commence le 9 décembre. Le froid est intense, - 21 °C étant enregistrés avant de quitter Tirah. Le mouvement de la première division, bien qu'ardu, ne rencontre pratiquement pas d'opposition, mais les 64 kilomètres à parcourir par la deuxième division sont contestés presque tout au long du trajet.
La marche dans la vallée de Bara (54 kilomètres) commence le 10 décembre et nécessite les quatre jours de combats et de marche les plus durs de la campagne. La route traverse et retraverse le cours d'eau glacé, tandis que la neige, le grésil et la pluie tombent constamment. Le 10 décembre, les pertes s'élèvent à une vingtaine de personnes. Le 11, on enregistre entre cinquante et soixante pertes parmi les troupes, mais de nombreux partisans sont tués ou meurent de froid, et des quantités de provisions sont perdues. Le 12, la colonne s'arrête pour se reposer. Le 13, la marche reprend par un temps plus clément, bien que le froid soit encore vif. L'arrière-garde est fortement engagée et les pertes s'élèvent à environ soixante hommes. Le 14, après de nouveaux combats, une jonction avec la colonne de Peshawar est effectuée. La première division, aidée par la colonne de Peshawar, prend alors possession des forts de Khyber sans rencontrer d'opposition.

## Reddition
Des négociations de paix sont alors entamées avec les Afridis qui, sous la menace d'une nouvelle expédition à Tirah au printemps, acceptent enfin de payer les amendes et de rendre les fusils demandés. Le corps expéditionnaire est dispersé le 4 avril 1898. Un trait mémorable de cette campagne est la présence dans la ligne de combat des troupes indigènes du service impérial sous les ordres de leurs propres officiers, tandis que plusieurs des princes indiens les plus connus servent dans l'état-major de Lockhart.